# Knop (plant)

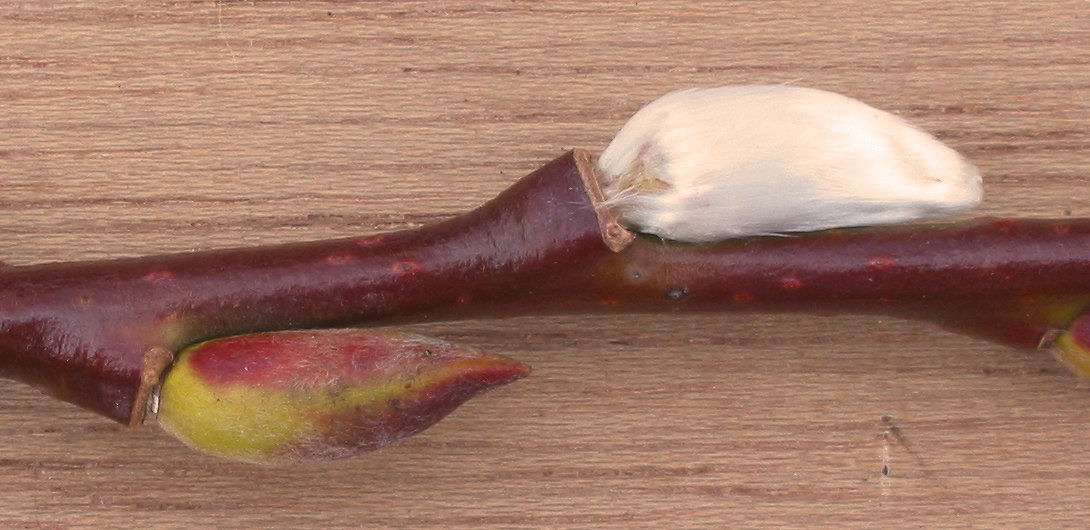
Wilgentak met bloemknop; bij één knop is het schutblaadje verwijderd. Let ook op het bladspoor.

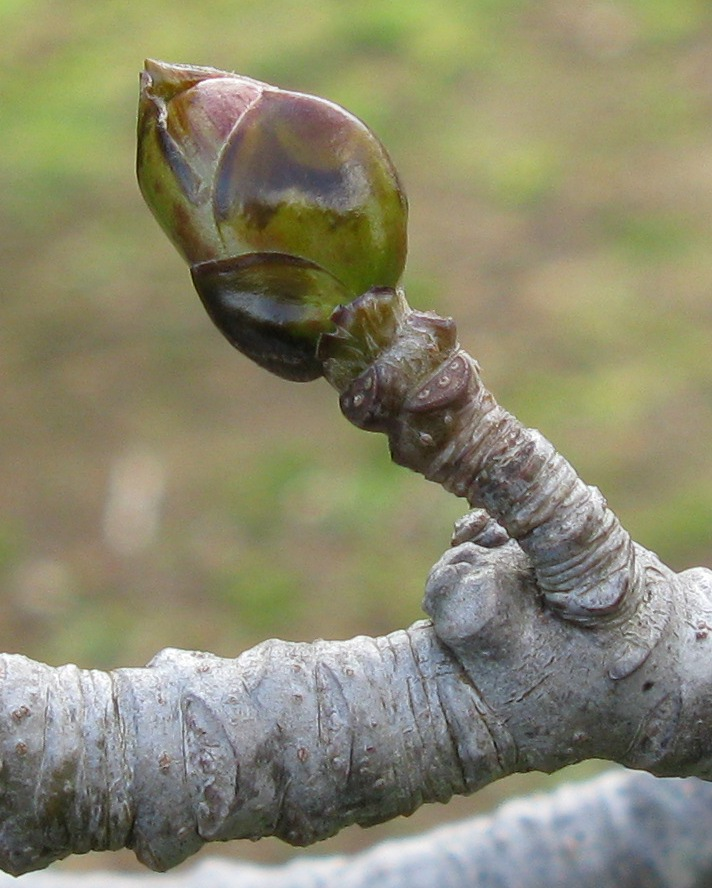
Catafyllen bedekken een knop van de amberboom.

In de knop van een plant zit het groeibeginsel van een stengel, een blad of een bloem, of een combinatie daarvan. De knop bevindt zich aan de stengeltop of in de bladoksels op de knopen van een stengel. Het groeibeginsel (primordium) kan afhankelijk van het groeistadium (vegetatief of generatief) van de plant tot een blad of bloem uitgroeien.
De knop wordt meestal omgeven door knopschubben om deze te beschermen tegen weersinvloeden. De schub is een klein bladachtig orgaan.
Er zijn verschillende soorten knoppen zoals bladknoppen, bloemknoppen en gemengde knoppen. Bij deze laatste zit zowel het blad als de bloem indezelfde knop. Bij verwonding van de plant kunnen adventief knoppen ontstaan.
Bij het uitlopen van de knoppen komt de stengel of twijg met daaraan de bladeren en bloemen tevoorschijn.
In de fruitteelt wordt gesproken van het muizenoorstadium van een knop, waarbij de eerst tevoorschijn komende blaadjes de vorm van een muizenoor hebben. Dit stadium is belangrijk voor het bepalen van bespuitingen tegen plagen.

## Knoptypen

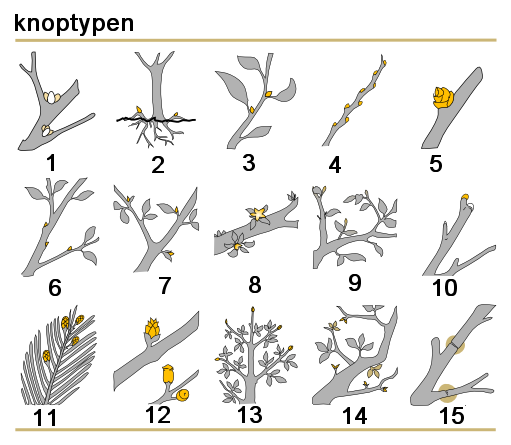
Indeling van knoppen. 1 = accessorisch, 2 = adventief, 3 = okselknop, 4 = slapend, 5 = bloemknop, 6 = lateraal, 7 = bladknop, 8 = gemengde knop, 9 = naakt, 10 = pseudoterminaal, 11 = reproductief, 12 = bedekte knop, 13 = eindknop, 14 = vegetatief, 15 = bladlitteken

Er is een grote variatie van knoppen. Men kan onderscheid maken naargelang de plaatsing van de knoppen, de inhoud, de bedekking en de wijze waarop het jonge blad gevouwen is in de knop.
Naar plaatsing is te onderscheiden:
- eindknop (gemma terminalis) aan de top van een stengel, tak of een stengel
- zijknop (gemma lateralis) zijdelings langs stengels en takken
- bijknop, adventieve knop (gemma adventitia) op ongebruikelijke plaatsen aan stengel, tak, wortel of blad
  - seriale knop (gemma serialis) boven de okselknop aan de stengel
  - collaterale knop (gemma collateralis) naast de okselknop aan de stengel

Naar de inhoud is te onderscheiden:
- bladknop (gemma foliifera) bevat gewone bladeren
- bloemknop (gemma florifera/floripara) bevat een bloem of bloeiwijze
- gemengde knop (gemma mixta) bevat een tak met gewonde bladeren en bloemen

Naar de bedekking is te onderscheiden:
- naakte knop (gemma nuda)
- bedekte knop (gemma clausa), omgeven door een knophulsel (perula) met leerachtige knopschubben (tegmentum)

Kenmerken van knoppen zijn bruikbaar voor het herkennen van planten en worden vaak in de winter gebruikt bij de determinatie van houtige gewassen. De volgende termen kunnen worden gebruikt:
- accessief/accessorisch: Een extra knop aan beide zijden van een okselknop.
- adventief: Een knop die zich niet op een stengelknoop vormt.
- okselknop: Een knop die in de oksel van een blad zit.
- slapend: Knoppen die nog niet uitgroeien. Pas na de winter, na droogte of na verwonding gaan deze uitlopen.
- bloemknop of generatieve knop: Een knop met uitsluitend bloemen.
- lateraal: Knoppen die langs de stengel en niet aan de top van de stengel zitten.
- bladknop of vegetatieve knop: Een knop met uitsluitend bladeren.
- gemengde knop: Een knop met bloemen en bladeren.
- naakt: Een knop die niet bedekt is door schubben.
- pseudoterminaal: Een laterale knop die de functie van de eindknop overneemt.
- bedekte of geschubde knop: Een knop die bedekt is met schubben.
- eindknop of terminale knop: Een knop die aan het eind van een stengel zit.

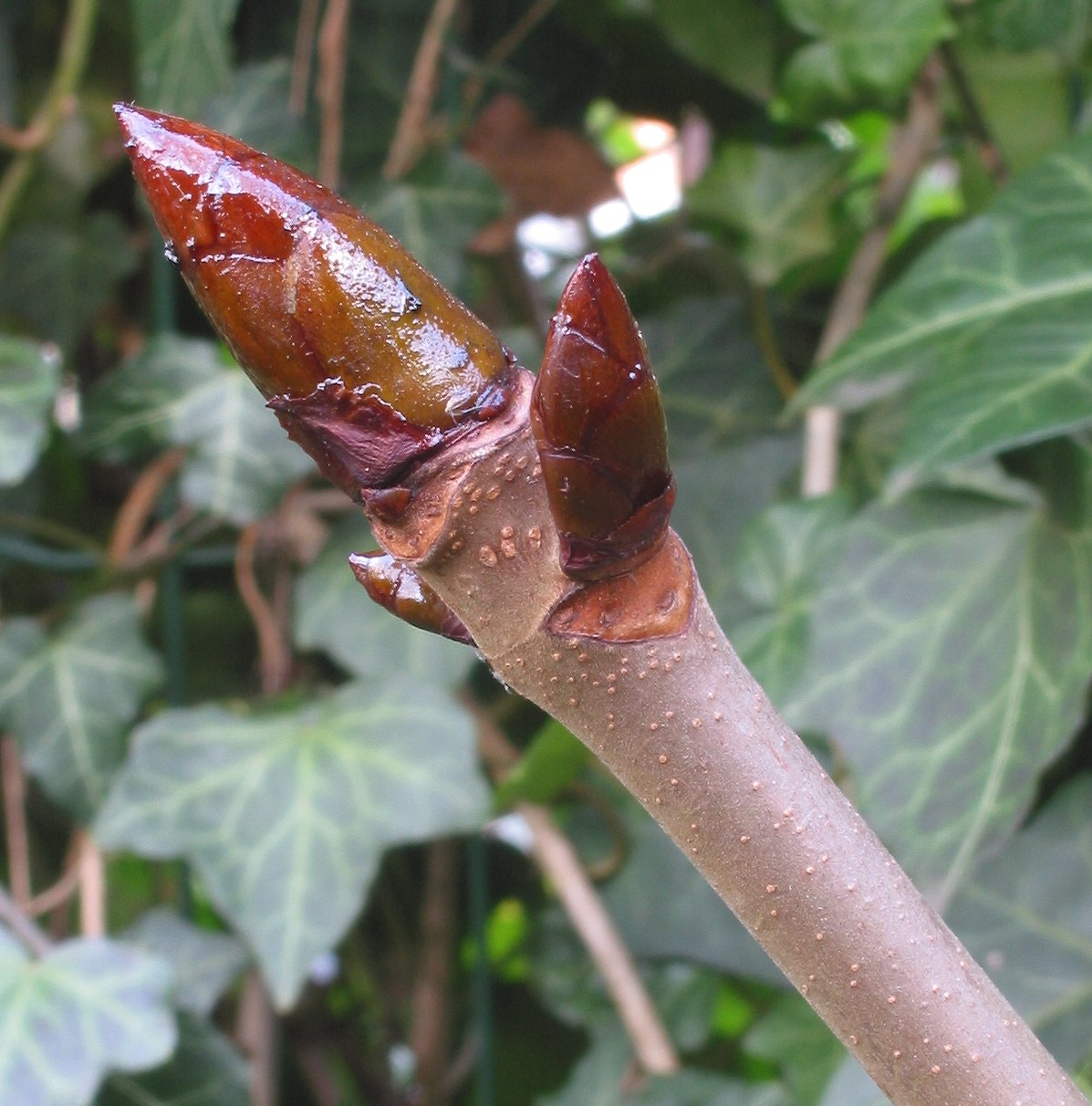
Eindknop met zijknoppen van paardenkastanje
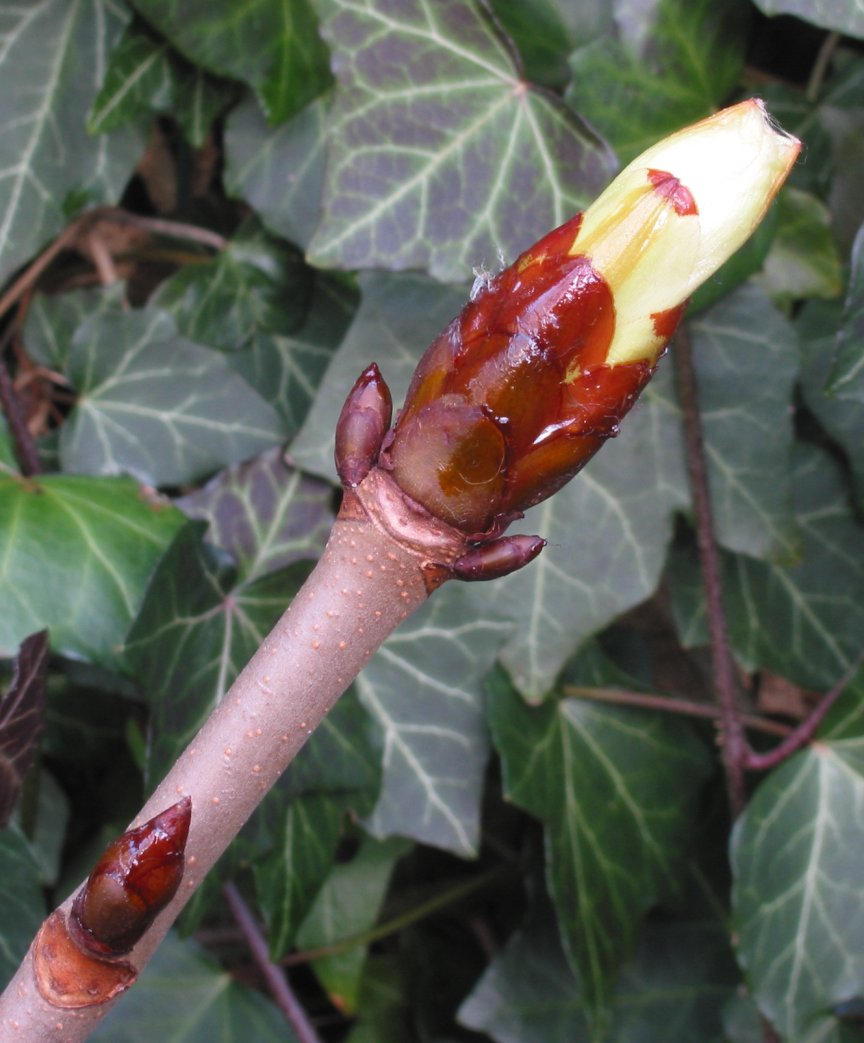
Schuivende knop van paardenkastanje
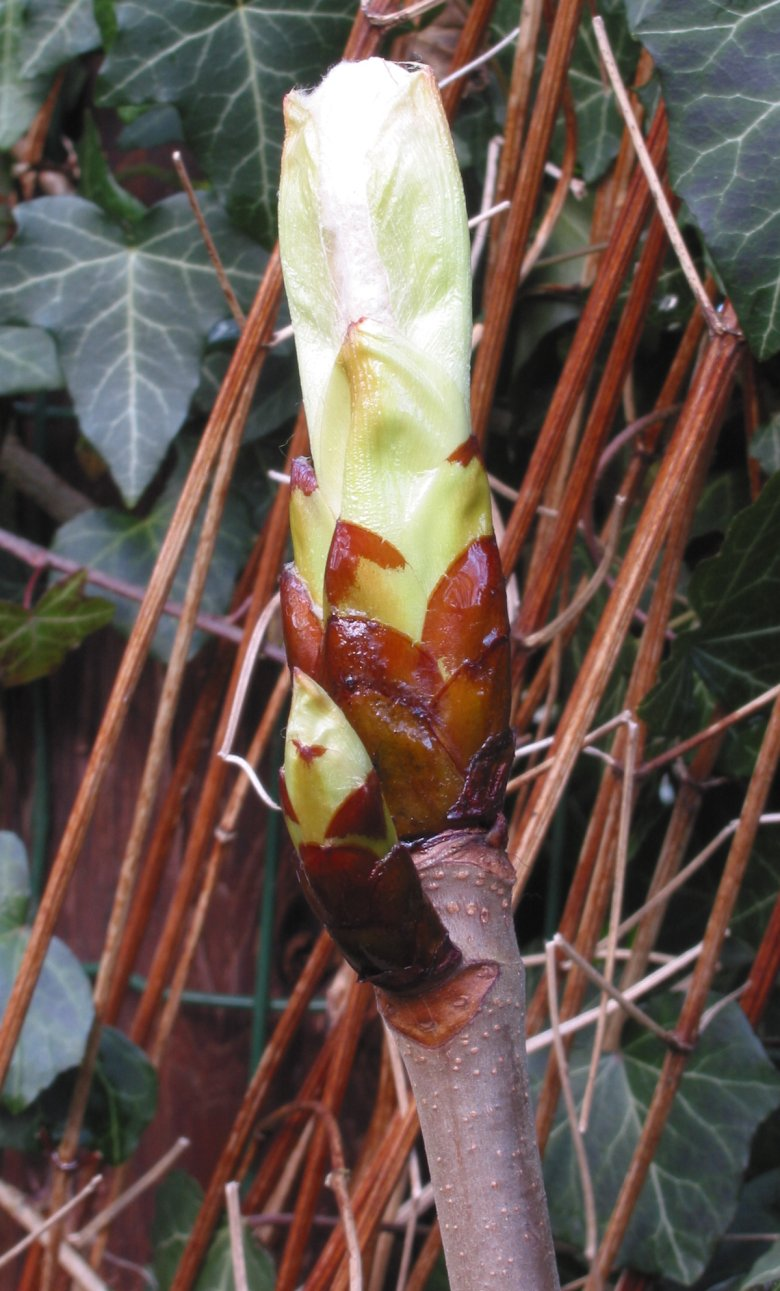
Uitlopende knop van paardenkastanje
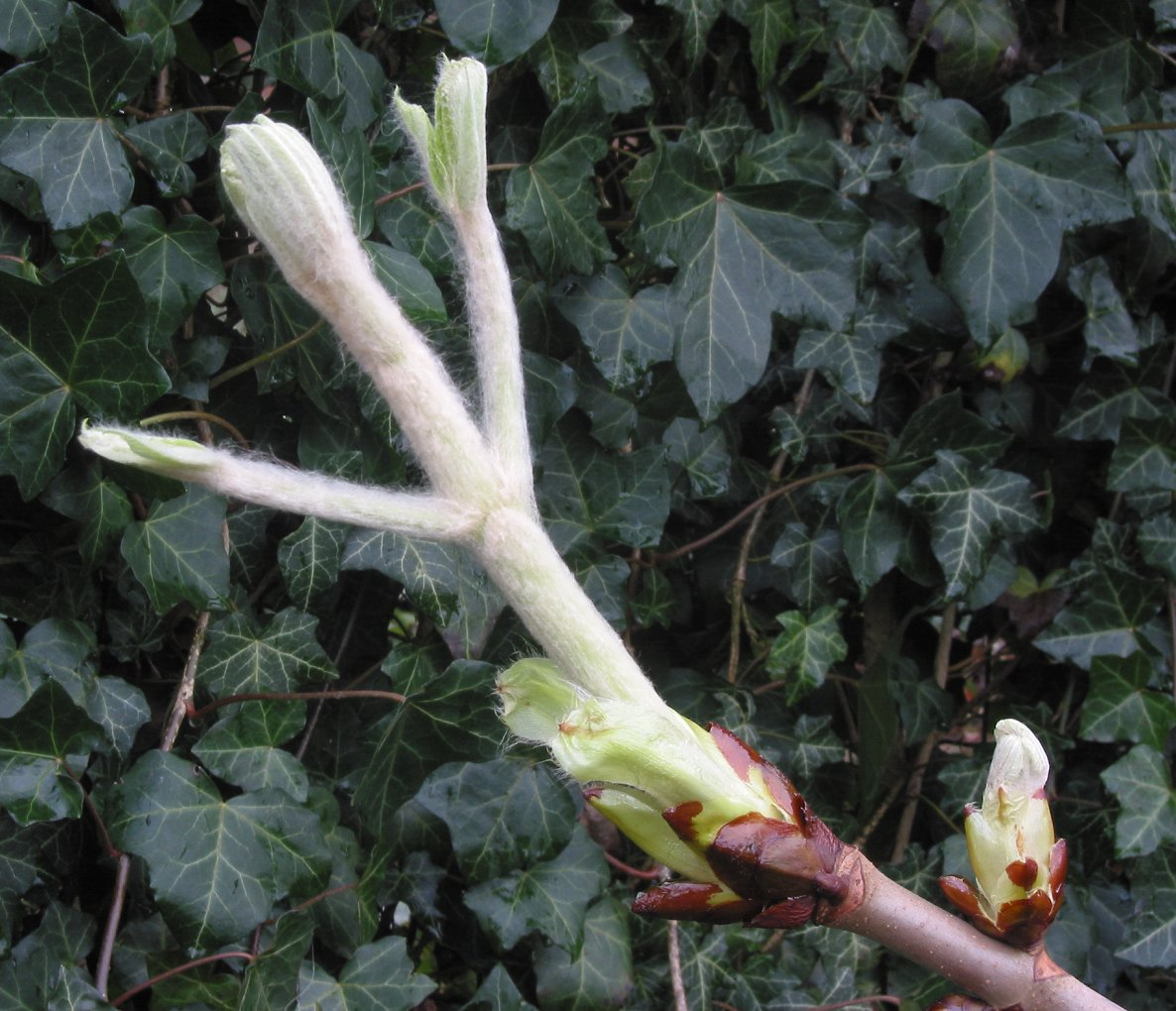
Uitgelopen knop van paardenkastanje